# 米蕾拉·拉夫里克
米蕾拉·拉夫里克（羅馬尼亞語：Mirela Lavric，1991年2月17日—），罗马尼亚女子田径运动员，2012年世界室内田径锦标赛女子4×400米接力铜牌得主、2016年世界室内田径锦标赛女子4×400米接力铜牌得主。